# ウィンストン郡 (アラバマ州)
ウィンストン郡（英: Winston County）は、アメリカ合衆国アラバマ州の北部に位置する郡である。2010年国勢調査での人口は24,484人であり、2000年の24,843人から1.4%減少した。郡庁所在地はダブルスプリングス町（人口1,083人）であり、同郡で人口最大の都市はハレービル市（人口4,173人）である。1858年以前はハンコック郡と呼ばれていた。郡名は第15代アラバマ州知事を務めたジョン・A・ウィンストンに因んで名付けられた。

## 歴史
ウィンストン郡は1850年2月12日に、ウォーカー郡から分離してハンコック郡という名前で設立された。当初の名前はマサチューセッツ州知事を務め、アメリカ独立宣言に最初に署名したジョン・ハンコックに因んで名付けられていた。郡庁所在地はヒューストンにあった。1858年1月22日、アラバマ州知事ジョン・A・ウィンストン（在任1853年-1857年）に因んで改名された。
南北戦争のときにウィンストン郡はアメリカ合衆国からの脱退に反対して注目を集めた。その感情が強かったので、ウィンストン共和国と呼ばれることもある。今日の郡は「ウィンストン自由州」との評判があり、観光客を集めている。ウィンストン郡がアメリカ連合国に反対したことは、ハーパー・リーの小説『アラバマ物語』やジョー・デイビッド・ブラウンの小説『アディの祈り』、小説に基づく1948年の映画『Tap Roots』に簡潔に述べられ、ウィンストン郡の南北戦争史をかなり脚色し、不正確なものにしている。
1883年、郡庁所在地は郡の中心に近いダブルスプリングス町に移されたが、これは郡東部からカルマン郡が創設されたからだった。
公民権判断で著名なアメリカ合衆国第11区控訴裁判所判事フランク・M・ジョンソンは郡内デルマーの町で生まれた。

### アメリカ合衆国国家歴史登録財
郡内にはアメリカ合衆国国家歴史登録財が4件ある。すなわち考古学遺跡1W150号、フェルドマンの百貨店、ヒューストン監獄、ウィンストン郡庁舎である。

## 地理
アメリカ合衆国国勢調査局に拠れば、郡域全面積は631.86平方マイル (1,636.5 km2)であり、このうち陸地614.44平方マイル (1,591.4 km2)、水域は17.42平方マイル (45.1 km2)で水域率は2.76%である。

### 交通

#### 主要高規格道路
- アメリカ国道278号線
- アラバマ州道5号線
- アラバマ州道13号線
- アラバマ州道33号線

#### 鉄道
- ノーフォーク・サザン鉄道

### 隣接する郡
- ローレンス郡 - 北
- カルマン郡 - 東
- ウォーカー郡 - 南
- マリオン郡 - 西
- フランクリン郡 - 北西

### 国立保護地域
- ウィリアム・B・バンクヘッド国立の森（部分）

## 人口動態
以下は2000年の国勢調査による人口統計データである。
| 基礎データ - 人口: 24,843人 - 世帯数: 10,107 世帯 - 家族数: 7,287 家族 - 人口密度: 16人/km2（40人/mi2） - 住居数: 12,502軒 - 住居密度: 8軒/km2（20軒/mi2） 人種別人口構成 - 白人: 97.32% - アフリカン・アメリカン: 0.38% - ネイティブ・アメリカン: 0.46% - アジア人: 0.13% - 太平洋諸島系: 0.01% - その他の人種: 0.90% - 混血: 0.81% - ヒスパニック・ラテン系: 1.5% | 年齢別人口構成 - 18歳未満: 23.7% - 18-24歳: 7.9% - 25-44歳: 28.7% - 45-64歳: 25.5% - 65歳以上: 14.2% - 年齢の中央値: 38歳 - 性比（女性100人あたり男性の人口） - 総人口: 96.0 - 18歳以上: 93.5 世帯と家族（対世帯数） - 18歳未満の子供がいる: 31.8% - 結婚・同居している夫婦: 59.6% - 未婚・離婚・死別女性が世帯主: 9.1% - 非家族世帯: 27.9% - 単身世帯: 25.6% - 65歳以上の老人1人暮らし: 11.4% - 平均構成人数 - 世帯: 2.43人 - 家族: 2.89人 | 収入と家計 - 収入の中央値 - 世帯: 28,435米ドル - 家族: 32,628米ドル - 性別 - 男性: 26,206米ドル - 女性: 17,760米ドル - 人口1人あたり収入: 15,738米ドル - 貧困線以下 - 対人口: 12.9% - 対家族数: 17.1% - 18歳未満: 21.8% - 65歳以上: 23.0% |

## 政治
ウィンストン郡は南北戦争の時代から民主党に投票することの多かった州内にあって、共和党の島のような状態を続けた。1912年アメリカ合衆国大統領選挙では、他の3郡と共にブルムース党候補者セオドア・ルーズベルトを支持した。

## 都市と町

### 都市
- ハレービル（一部はマリオン郡）

### 町
- アディソン
- アーリー
- ダブルスプリングス
- リン
- ナチュラルブリッジ
- ノーブー（一部はウォーカー郡）

### 未編入の町
- デルマー
- サウスハレービル
- ヒューストン